# Parafia św. Pawła Apostoła w Drawsku Pomorskim
Parafia pw. Świętego Pawła Apostoła w Drawsku Pomorskim - parafia należąca do dekanatu drawskiego, diecezji koszalińsko-kołobrzeskiej, metropolii szczecińsko-kamieńskiej. Jedna z dwóch parafii rzymskokatolickich w Drawsku Pomorskim. Została utworzona 24 czerwca 1981. W parafii posługę pełnią księża diecezjalni.

## Historia
Diaspora katolicka w Drawsku Pomorskim powstała w 1922 i liczyła zaledwie 50 wierny na kilkanaście tysięcy mieszkańców miasta. Diaspora pod duszpasterską opieką księdza Gerharda Kunzego założyła Stowarzyszenie Św. Bonifacego, które zakupiło budynek ze stajnią w okolicach stacji kolejowej. 30 września 1928 na miejscu stajni wmurowano kamień węgielny pod zaprojektowany kościół w stylu neoromańskim, a 30 czerwca 1929 był już konsekrowany.
W latach 1932–1937 rektorem kościoła był ksiądz August Froehlich, który w tym okresie zasłynął z obrony praw niemieckich katolików przed nazizmem, wniósł duży wkład z rozwój diaspory katolickiej w drawskim dekanacie, za co wielokrotnie był prześladowany przez lokalnych nazistów. W 1941 będąc już proboszczem w Rathenow został aresztowany przez nazistów za obronę polskich robotników przymusowych, a 22 czerwca 1942 zamęczony w niemieckim obozie koncentracyjnym KL Dachau. Na fasadzie kościoła parafialnego św. Pawła znajduje się dwujęzyczna tablica upamiętniające rektora Froehlicha, którą 2 grudnia 1993 poświęcił i odsłonił bp Czesław Domin.
W czasie działań wojennych w 1945 kościół nie został uszkodzony, pomimo ogromnych zniszczeń miasta Drawska Pomorskiego.

## Miejsca święte

### Kościół parafialny
Kościół pw. św. Pawła Apostoła w Drawsku Pomorskim

### Kościoły filialne i kaplice
- Kościół pw. św. Huberta w Konotopie
- Kościół pw. Matki Bożej Królowej Polski w Mielenku Drawskim
- Kaplica szpitalna pw. św. Matki Teresy z Kalkuty w Drawsku Pomorskim